# Robert Morton (kompozytor)
Robert Morton, także Mourton, Moriton (ur. około 1430, zm. około 1476) – angielski kompozytor.

## Życiorys
Brak bliższych informacji na temat jego życia, w swoim pismach wzmiankują go John Hothby i Johannes Tinctoris. Był duchownym. Przebywał w Burgundii, gdzie działał na dworze Filipa III Dobrego i Karola Śmiałego. Od 1457 roku był dworzaninem, śpiewakiem i instrumentalistą, pełnił też funkcję nadwornego kapelana.
Z jego twórczości zachowało się 8 świeckich rondeaux, w tym popularne w swoim czasie N’arige jamais mieulx que j’ay i Le souvenir de vous me tue, zachowane w wielu rękopisach. Ronda Mortona mają typową dla twórczości szkoły burgundzkiej postać 3-głosową, niektóre zawierają elementy motetu, ballady i chanson. W utworach tych kompozytor nawiązywał do formy dyszkantowej, co widoczne jest w melodyce typu pieśniowego, z rozbudowanym głosem najwyższym kontrastującym z pozostałymi głosami.